# John Hawken
John Christopher Hawken (* 9. května 1940, Bournemouth, Dorset, Anglie) byl anglický hudebník.

## Kariéra
Od čtyř do osmnácti let studoval John hru na piano a jako teenager propadl rock and rollu.
Johnova první skupina byla Cruisers Rock Combo (1960 až 1962), ale známým se stal až ve skupině Nashville Teens (1962 až 1968). V roce 1969 se stal spoluzakladatelem skupiny Renaissance.
Hrál též ve Spooky Tooth, Third World War, Vinegar Joe, Strawbs a Illusion, příležitostně působil jako studiový hudebník.

## Úmrtí
Hawken zemřel na Melanom 15. května 2024 ve svém domově v Metuchen, New Jersey, USA.

## Diskografie

### The Nashville Teens
- 1964: Tobacco Road

### Renaissance
- 1969 Renaissance
- 1971 Illusion

### Third World War
- 1972 Third World War II

### Strawbs
- 1974 Hero and Heroine
- 1975 Ghosts
- 1995 Strawbs in Concert
- 2004 Déjà Fou
- 2005 Live at Nearfest
- 2008 Lay Down with the Strawbs
- 2008 The Broken Hearted Bride
- 2020 Live in Concert

### Illusion
- 1977 Out of the Mist
- 1978 Illusion
- 1990 Enchanted Caress (recorded in 1979, released in 1990)
- 2001 Through the Fire (under the name "Renaissance Illusion")

### Ostatní spolupráce
- 1971 Luther Grosvenor – Under Open Skies
- 1971 Claire Hamill – One House Left Standing
- 1972 The Sutherland Brothers – Lifeboat
- 2007 The Smithereens – Meet the Smithereens!
- 2018 Jim McCarty – Walking in the Wild Land